# Harald Hein
Harald Hein   (Tauberbischofsheim, 19 d'abril de 1950 - Tauberbischofsheim, 20 de maig de 2008) fou un tirador d'esgrima alemany, especialista en espasa i floret, que va competir sota bandera de la República Federal Alemanya durant les dècades de 1970 i 1980.
El 1972 va prendre part en els Jocs Olímpics d'Estiu de Munic, on disputà tres proves del programa d'esgrima. Fou cinquè en la prova de floret per equips i dotzè en la d'espasa per equips, mentre en la del floret individual quedà eliminat en sèries. Quatre anys més tard, als Jocs de Montreal, guanyà la medalla d'or en la prova del floret per equips, mentre en la del floret individual fou novè. El 1984, als Jocs de Los Angeles, després de la pausa causada pel boicot als Jocs de Moscou de 1980, guanyà la medalla de plata en la competició del floret per equips, mentre en la de floret individual fou vint-i-cinquè.
En el seu palmarès també destaquen onze medalles al Campionat del món d'esgrima, tres d'or, quatre de plata i quatre de bronze, entre les edicions de 1973 i 1986. Entre 1969 i 1979 guanyà cinc títols alemanys de floret.